# C/1969 Y1 (Bennett)
Kometa Bennetta (C/1969 Y1) – kometa długookresowa, po raz pierwszy zaobserwowana 28 grudnia 1969 roku przez Johna Caistera Bennetta. Wcześniej kometa ta była obserwowana w 363 roku n.e.

## Orbita
Orbita komety C/1969 Y1 ma kształt bardzo wydłużonej elipsy o mimośrodzie 0,996. Jej peryhelium znajduje się w odległości 0,54 j.a. od Słońca i kometa przeszła przez nie 20 marca 1970 roku. Nachylenie orbity względem ekliptyki to wartość 90,04˚.
Najbliżej Ziemi obiekt ten znalazł się 26 marca 1970 roku, osiągając jasność widomą 0m.
W trakcie obserwacji komety w roku 363 n.e. jej pojawienie wiązano z gromami, piorunami i trzęsieniami ziemi, miała również przepowiedzieć śmierć w bitwie z Persami rzymskiego cesarza Juliana Apostaty oraz spowodować spalenie biblioteki antiocheńskiej.